# Lima (Paraguai)
Lima é uma localidade e distrito do Departamento San Pedro, Paraguai. Possui uma população de 10.367 habitantes. Sua economia é baseada na agricultura, pecuária e extração de erva mate.

## Transporte
O município de Lima é servido pela seguinte rodovia:
- Ruta 03, que liga a cidade de Assunção ao município de Bella Vista Norte (Departamento de Amambay). [1][2][3]